# Mistela
Mistela é o mosto simples não fermentado e adicionado de álcool etílico vínico potável até o limite máximo de 18º G.L. e com teor e açúcar não inferior a 10 graus por 100 mililitros, sem que seja adicionado sacarose ou outro adoçante.
A mistela composta é o produto com graduação alcoólica de 15º a 20º G.L. que contiver o mínimo de 70% de mistela, e de 15% de vinho tranquilo adicionado de substâncias amargas ou aromáticas.